# Ambrakischer Golf

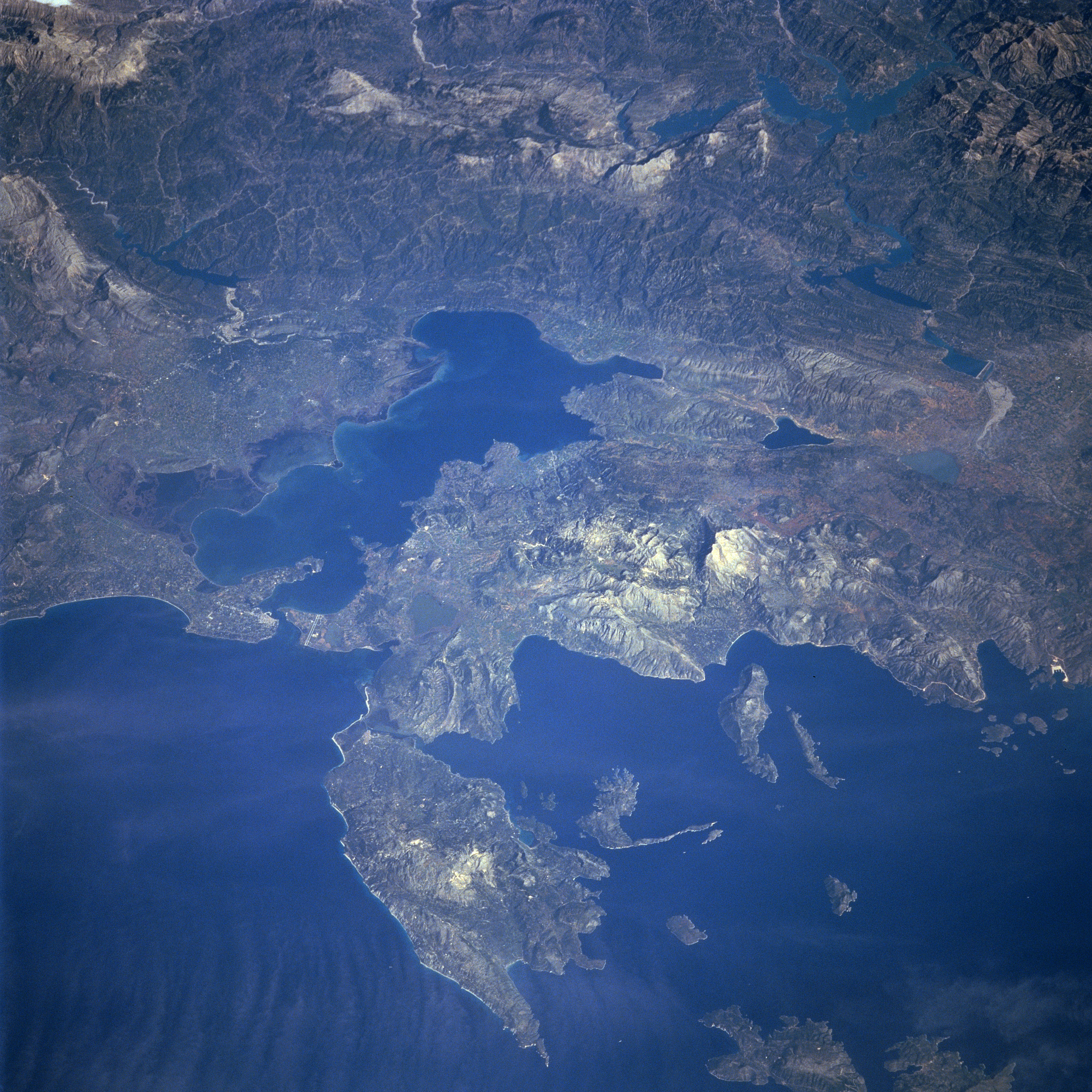
Der Ambrakische Golf (oben), fotografiert vom Space Shuttle im November 1994.

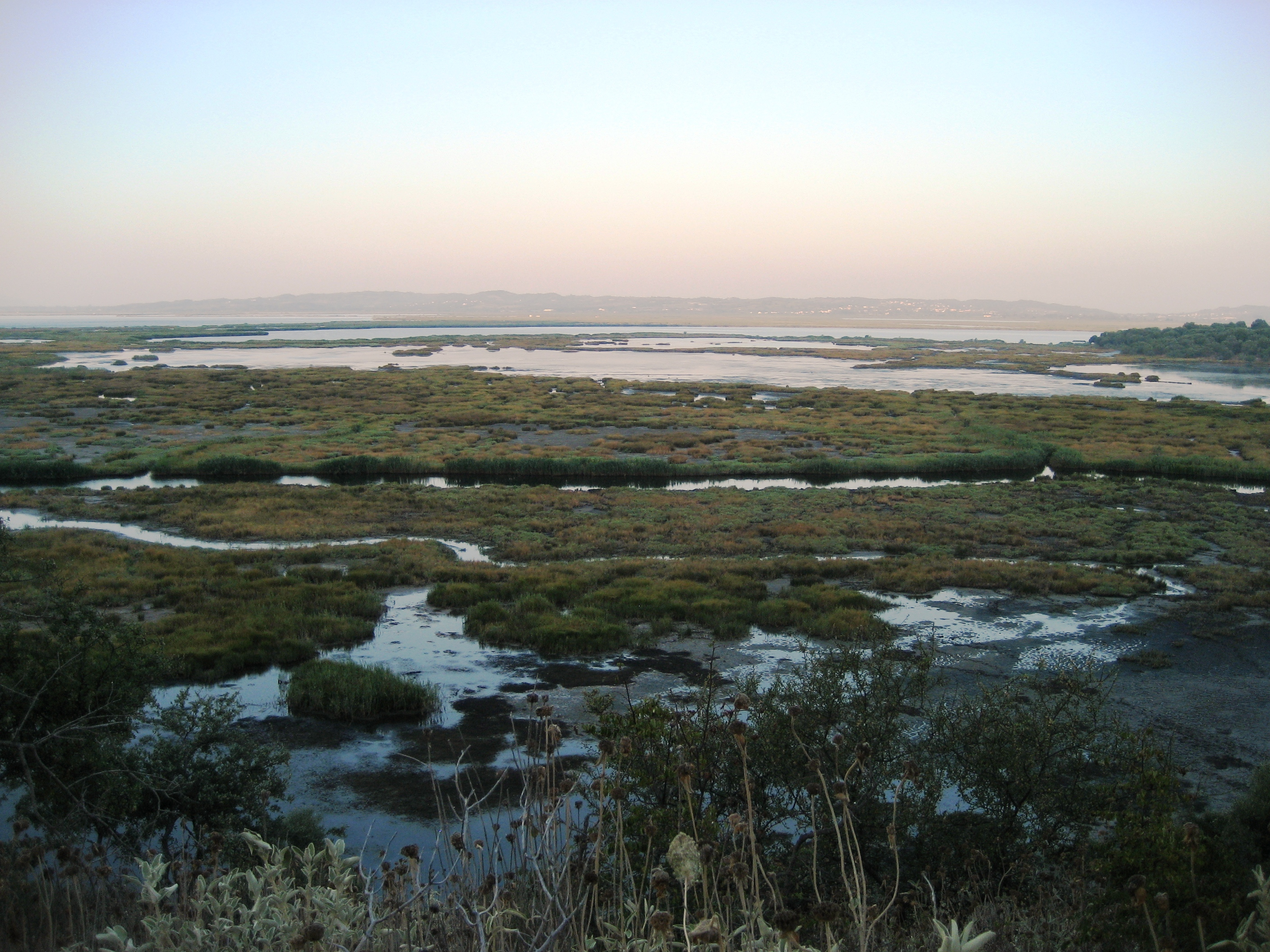
Morgenstimmung am Ambrakischen Golf, nahe dem Rodia Wetland Center im Dorf Strongili

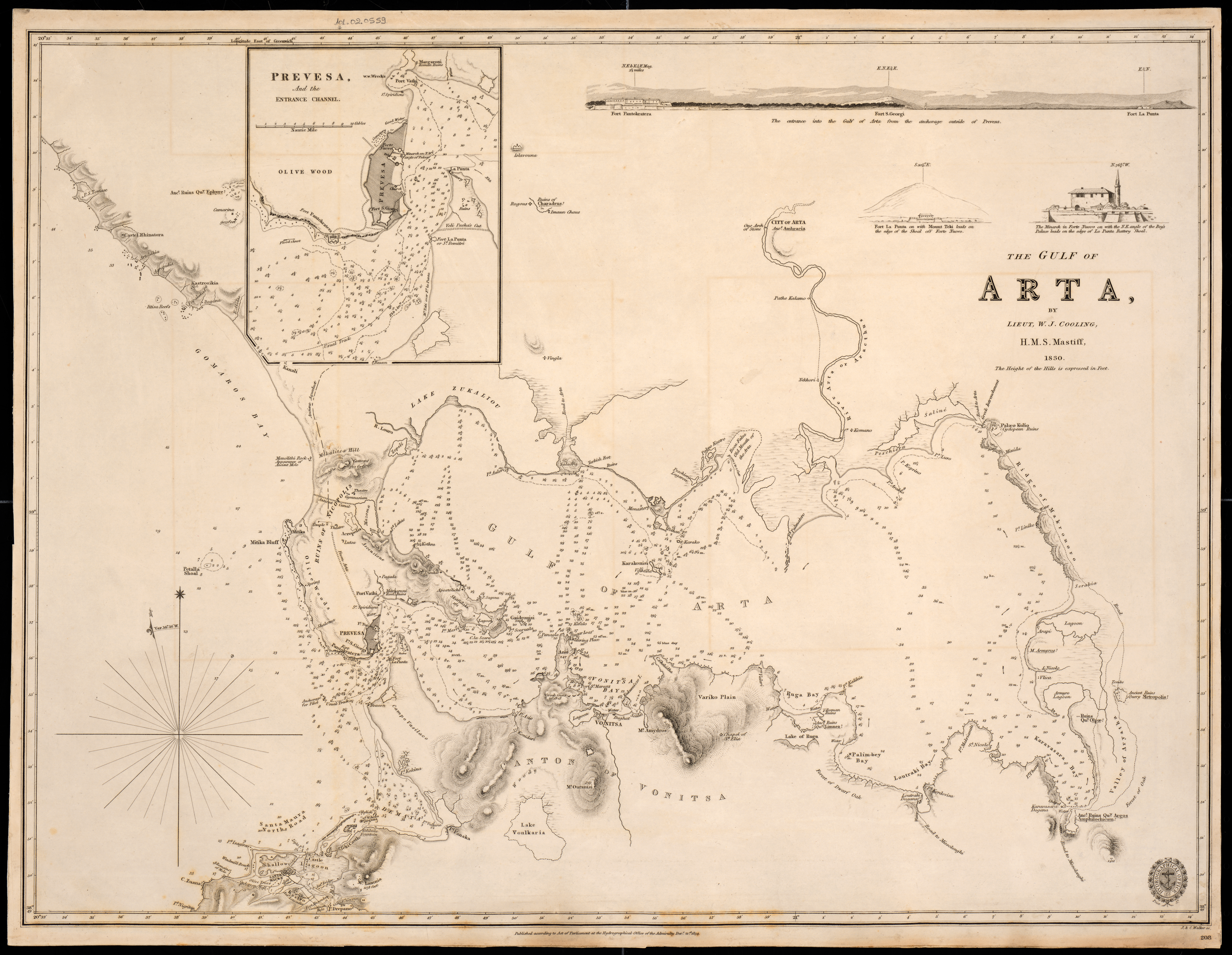
Karte des Ambrakischen Golfs, gezeichnet von W. J. Cooling der britischen Admiralität im Jahr 1830

Der Ambrakische Golf (griechisch Αμβρακικός κόλπος, Amvrakikós kólpos) (Golf von Ambrakia) ist ein Golf des Ionischen Meeres im Nordwesten Griechenlands, zwischen den Regionen Epirus und Westgriechenland.
Seinen Namen hat der Golf von der antiken Stadt Ambrakia, an deren Stelle, etwa 13 km flussaufwärts am Arachthos gelegen, sich heute die Stadt Arta befindet. Ein anderer Name ist daher Golf von Arta.

## Geografie
Der Golf ist fast vollständig von Land umschlossen und nur durch einen engen Kanal nach Westen hin zur See geöffnet. Nördlich des Kanals liegt eine Halbinsel mit der Stadt Preveza. Der Golf erstreckt sich in östlicher Richtung etwa 38 km ins Landesinnere, die größte Ausdehnung in Nord-Süd-Richtung beträgt etwa 25 km. Er umschließt eine Wasserfläche von etwa 500 km².
Von Norden her fließen zwei Flüsse, Louros und Arachthos, in den verhältnismäßig flachen Golf. In deren Mündungsbereichen gibt es größere Marschgebiete, die ein Ästuar bilden, und Lagunen. In Küstennähe sind dort heute Dämme errichtet. Etwa in der Mitte des Golfs liegt Koronisia als einzige bewohnte Insel.

## Geschichte
Der Ambrakische Golf war Schauplatz verschiedener Seeschlachten, darunter die Schlacht bei Actium 31 v. Chr., die Schlacht von Olpai 426 v. Chr. während des Peloponnesischen Krieges, und die Seeschlacht von Prevesa 1538 zwischen einer osmanischen und einer christlichen Flotte. 6 km nördlich von Prevesa lag die antike römische Stadt Nikopolis.

## Infrastruktur
Seit 2002 besteht eine unterseeische Verbindung der Regionen nördlich und südlich des Ambrakischen Golfs durch den  Preveza-Aktio-Tunnel. Dieser verbindet in direktem Wege die Ortschaften Preveza und Aktion. Eine Überquerung war vorher durch eine Fährverbindung möglich, welche nicht mehr besteht.